# 纳塔利娅·萨多娃
纳塔利娅·萨多娃（俄语：Наталья Садова，1972年7月15日—）是俄罗斯女子田径运动员。她曾获得1996年亚特兰大奥运女子铁饼银牌和2004年雅典奥运女子铁饼金牌。

## 外部連結
- 纳塔利娅·萨多娃在的頁面